# Hanyer Mosquera
Hanyer Luis Mosquera Córdoba, mais conhecido como Hanyer Mosquera (Istmina, 15 de janeiro de 1987), é um futebolista colombiano que atua como zagueiro. Atualmente, joga pelo Once Caldas.

## Carreira
Em janeiro de 2012, foi relatado que Mosquera estava perto de assinar com o Millonarios da Colômbia, no entanto Mosquera decidiu ir contra a oferta e começou a negociar para participar de um clube da Major League Soccer (MLS). Foi então que o Portland Timbers da MLS anunciou a contratação de Mosquera em 17 de janeiro de 2012. Mosquera foi liberado pelo Portland em 15 de maio de 2013. No mesmo ano, foi anunciado pelo Once Caldas.